# Station Chełmża
Station Chełmża is een spoorwegstation in de Poolse plaats Chełmża.